# پلیمستاک
پلیمستاک (به انگلیسی: Plymstock) یک منطقهٔ مسکونی در بریتانیا است که در Plymouth واقع شده‌است. پلیمستاک ۲۴٬۱۰۳ نفر جمعیت دارد.